# Johann Andreas Christian Michelsen
Johann Andreas Christian Michelsen (Quedlimburgo, 6 de junho de 1749 – Berlim, 8 de agosto de 1797) foi um matemático e pedagogo alemão.

## Formação e carreira
Michelsen já lecionava durante seus tempos de colégio. Em 1769 foi estudar teologia na Universidade de Halle. Ao mesmo tempo, deu aulas de matemática para as classes mais baixas no orfanato Halle, onde Ernst Gottfried Fischer estava entre seus alunos. Em 1772 ele assumiu o cargo de mestre da corte. Nesta posição chamou a atenção de Anton Friedrich Büsching, reitor do Gymnasium zum Grauen Kloster. Ele tentou colocar Michelsen em sua escola. Em 1778 recebeu o grau de "Magister" na Universidade de Halle.
Em 1778 Michelsen recebeu um chamado para a recém-criada quarta cátedra de matemática no ginásio de Berlim. Aos poucos ascendeu a cargos de professor superior e, finalmente, tornou-se pró-reitor do instituto, onde era responsável pela gestão financeira. Em 1796 foi finalmente nomeado um dos diretores da Allgemeine Wittwenkasse. Morreu neste cargo.

## Publicações selecionadas
- Anleitung zur juristischen, politischen und öconomischen Rechenkunst, 2 Bände, Waysenhaus, Halle an der Saale 1782–1784.
- Versuch in socratischen Gesprächen über die wichtigsten Gegenstände der ebenen Geometrie, 3 Bände, Hesse, Berlin 1782–1786.
- Einleitung in die Analysis des Unendlichen, 3 Bände, Matzdorff, Berlin 1788–1791.
- Anleitung zur Buchstabenrechnung und Algebra, Hesse, Berlin 1789.